# Jesper Juelsgård
Jesper Lindorff Juelsgård (26. januar 1989) er en tidligere dansk professionel fodboldspiller, der spiller for FC Fredericia. Han har inden da spillet for FC Midtjylland, franske Évian, Brøndby IF og AGF.

## Klubkarriere
Jesper Juelsgård er et produkt af FC Midtjyllands fodboldakademi, som han kom til fra barndomsklubben Spjald IF. Hans primære position er venstre back. Han debuterede for FC Midtjylland i efteråret 2008 og nåede 144 kampe for klubbens Superliga-mandskab.
Den 7. juli 2014 skiftede Juelsgård til Évian i Frankrig.
Han nåede at være hos den franske klub i godt et år, inden han 28. august 2015 skrev under på en firårig aftale med Brøndby IF. Efter en lovende begyndelse hos Brøndby gled Juelsgård efterhånden ud af startopstillingen på holdet, og han skiftede derpå til AGF, lige inden sommertransfervinduet lukkede i 2016.
Han opnåede i alt 119 superligakampe for AGF og var med til at vinde bronze med klubben i 2020. Efterhånden fik han færre og færre kampe, så han valgte i en alder af 33 år at skifte til islandske Valur i februar 2022 med håb om at få mere spilletid.

## Landsholdskarriere
Juelsgård spillede på alle de danske ungdomslandshold fra U/16 til U/21, i alt 24 kampe, deraf ti på U/21. Han var med ved EM-slutrunden for U/21 i Danmark i 2011, hvor han fik kort tid i en af kampene som indskifter. Han fik chancen på A-landsholdet, hvor han debuterede 15. august 2012 i en venskabskamp mod Slovakiet. Han spillede hele anden halvleg i kampen, hvor Danmark tabte 1-3. Han fik yderligere en venskabskamp to år senere mod England, hvor han spillede hele kampen, der endte 1-0 til England.

## Hæder
- 2011 Årets fodboldspiller, FC Midtjylland[1]